# Miguel Rubio Zapata
Miguel Rubio Zapata (Lima, 12 de junio de 1951) es un director, investigador, dramaturgo, y profesor universitario peruano. Es uno de los miembros fundadores y director del grupo cultural de creación colectiva Yuyachkani, fundado en 1971. El 2019 recibió el Premio Nacional de Cultura en Perú en la categoría Trayectoria.Es el padre del actor Sebastián Rubio.

## Biografía
Miguel Rubio Zapata nació en Lima en 1951. Creció en la zona de Barrios Altos en el distrito de Cercado de Lima, en un ambiente lleno de fiesta y teatralidad. Esto debido a las festividades tradicionales llevadas a cabo en el centro de Lima, a las jaranas criollas organizadas en su barrio y a la misma gente que estaba en su entorno. Así mismo, sus experiencias cercanas a los orígenes campesinos de su familia, hizo de él alguien interesado en la noción de la teatralidad a través de personajes, danzas, rituales y costumbres. Según Rubio (2020) uno de los momentos más importantes en su vida, fue cuando llegó un sábado al Teatro de Lima, a ver la obra Ejercicio 69 del grupo de teatro Yego, teatro comprometido dirigida por Carlos Clavo, donde experimentó de manera especial lo que significa hacer teatro en grupo. Además, es allí donde conoce a Teresa y Rebeca Ralli, con quienes más adelante fundaría el grupo cultural peruano Yuyachkani. En 1974 egresa de la carrera de sociología y en el 2010 recibe el doctorado honoris causa en Arte por la Universidad de las Artes en Cuba. En 2019 fue galardonado en su país natal con el Premio Nacional de Cultura, en la categoría Trayectoria.

## Yuyachkani: una cultura de grupo y creación colectiva
Fundado en la década de 1971, comenzó con intervenciones escénicas ligadas a una metodología de creación colectiva propia en temas como la Voz, Máscara, Ritmo, Dramaturgia, Entrenamiento, “Uso del Objeto'', entre otros. Sin embargo, el proceso de análisis e identidad por el que pasó el grupo, gracias a sus encuentros con otros teatristas como Santiago García, hizo que el grupo se posicionara ideológicamente y políticamente viendo la creación colectiva como una actitud más que como una metodología.
Rubio afirma que encontró su lugar dentro de Yuyachkani como director, debido a que era un actor muy tenso al momento de estar en escena (2012). Por ello, su labor involucró un proceso de entrenamiento y formación como investigador en el rubro de dirección, dramaturgia y creación colectiva. Así mismo, Rubio (2012) señala que durante su viaje con los Yuyas a Colombia para compartir con Santiago García y su grupo La Calendaria, se encontraron con la experiencia de lo que realmente significaba “cultura de grupo”.
Una de las obras dirigidas por Rubio, con la que Yuyachkani consolidó su identidad teatral, fue Los músicos ambulantes, comedia musical que cuenta la historia de cuatro animales músicos, un Burro de la Sierra, un Perro de la Costa, una Gallina de Chincha y una Gata de la selva. Luego de encontrarse en el camino y enfrentar sus diferencias y dificultades como grupo se ponen de acuerdo y crean “Los músicos ambulantes”, que recogen la diversidad musical y cultural de sus lugares de origen. De la misma forma ha dirigido intervenciones escénicas, obras teatrales, desmontajes y creaciones colectivas dentro de Yuyachkani, tales como: Con-cierto olvido (2010); El último ensayo (2008); Sin Título – Técnica Mixta (2004); Vitrinas para un museo de la memoria (2001); Santiago (2000);  Antígona, versión libre de José Watanabe (2000); Hasta cuando corazón (1994); No me toquen ese valse (1990); Adiós Ayacucho (1990); Contraelviento (1989); Baladas de bienestar y Encuentro de zorros (1985); entre otros. Todas estas, basadas en la manera que propone de hacer teatro; la creación e investigación a partir del material que los actores y actrices producen, siempre en relación con la cultura, la sociedad y la situación política del Perú. Actualmente, Miguel Rubio es el director oficial del grupo cultural peruano Yuyachkani.  Al respecto, en julio del 2021, Yuyachkani cumplió 50 años de trayectoria ininterrumpida. Convirtiéndose así en uno de los pocos teatros de grupo que llegan a ese nivel de años, manteniendo el mismo elenco que lo fundó o se integró en los primeros años de su vida institucional.

## Teatro e investigación
Su experiencia tiene como base la investigación de la cultura peruana y su aplicación en las expresiones artísticas contemporáneas, a partir de la creación colectiva y la investigación en relación con la cultura, la sociedad y la situación política del Perú y Latinoamérica. Al respecto, ha escrito y publicado investigaciones en torno a estos mismos temas tales como:  Notas sobre teatro (2000), El cuerpo ausente (performance política) (2008), Guerrilla en Paucartambo (2013), Raíces y semillas. Maestros y caminos del teatro en América Latina (2014). Este último, precisamente reflexiona sobre su propia participación como testigo y actor de la historia viva del teatro latinoamericano que renace a mediados del siglo pasado. A partir de una serie de papeles de trabajo, crónicas, retratos y entrevistas, que tuvo con otros grandes personajes del teatro: Enrique Buenaventura, Santiago García, Atahualpa del Cioppo y más.
Así mismo, indaga sobre la “cultura de grupo” y “la cultura de actor” que emergen dentro de la creación colectiva teatral. En esa línea, Rubio manifiesta que sabe sobre muchas de las investigaciones que existen sobre los “Yuyachkani”, sin embargo; esto es en su gran mayoría visibilizado por parte de los académicos. Por esto, es que él fomenta a través de sus investigaciones; los desmontajes y conferencias de los procesos de creación. Esto con la idea de que los mismos actores sean los que den cuenta de su proceso y trabajo creativo. Los desmontajes y conferencias donde ha participado como director son diversos, tales como “El Desmontaje de Antígona”, “Rosa Cuchillo,el desmontaje”, “La Rebelión de los Objetos”, y otros.
Con respecto a proyectos de investigación y gestión cultural, ha sido integrante del Jurado de Teatro del Premio Internacional de Casa de las Américas (Cuba 1991). Ha dictado cursos en la Universidad de Río Piedras, Puerto Rico; en el Massachussets Institute of Technology (MIT) de Boston, Estados Unidos; en el Instituto Superior de Arte de La Habana, Cuba; en la Universidad de Bolonia, Italia; y en la Universidad de Londrina, Brasil. En 1993, estuvo en China como invitado a observar el trabajo del Instituto Tradicional de la Ópera de Pekín, dictando también un seminario para sus actores. Asimismo, participó en la Segunda Sesión de la International School of the Theatre Antropology (ISTA), Italia, dirigida por Eugenio Barba. En julio de 2004, dictó conferencias sobre los orígenes de la máscara en el Perú en el marco del Forum Universal de las Culturas, en la ciudad de Barcelona, España.

## Obras

### Director
- 1983. Los Músicos Ambulantes

- 1989. Contraelviento

- 1990. Adiós Ayacucho

- 1990. No me toquen ese valse
- 2000. Antígona, versión libre de José Watanabe
- 2000. Santiago
- 2001. Hecho en el Perú: Propuestas de vitrinas para un museo de la memoria.
- 2002. Rosa Cuchillo
- 2004. Sin Título – Técnica Mixta
- 2008. El último ensayo
- 2010. Con-cierto olvido
- 2013. Confesiones
- 2015. Cartas de Chimbote
- 2017 Pedro Huilca ¿Por qué matar a un obrero en el Perú?
- 2017. Discurso de Promoción

### Publicaciones
- 2001. Notas sobre teatro. (Lima: Yuyachkani; Minneapolis: Universidad of Minnesota) con Luis Ramos-García.
- 2006. El cuerpo ausente.  (Lima: Yuyachkani), con Ileana Diéguez Caballero.
- 2011. Raíces y semillas : maestros y caminos del teatro en América Latina. (Lima: Yuyachkani).
- 2013. Guerrilla en Paucartambo. (Lima: Yuyachkani), con Jesús Cossio.

### Audiovisual
- 2005. Hasta cuando corazón. (Lima: Yuyachkani  y Radio Televisión Peruana).
- 2005. No me toquen ese valse. (Lima: Yuyachkani), con Rebeca Ralli, Julián Vargas y Grupo Cultural Yuyachkani.

## Premios y reconocimientos
- 2010. Doctorado honoris causa en Arte (Universidad de La Habana, Cuba)[13][14]
- 2019. Premio Nacional de Cultura (Ministerio de Cultura, Perú)[15]